# Joseph Whitaker
Ne doit pas être confondu avec Joseph Whittaker.

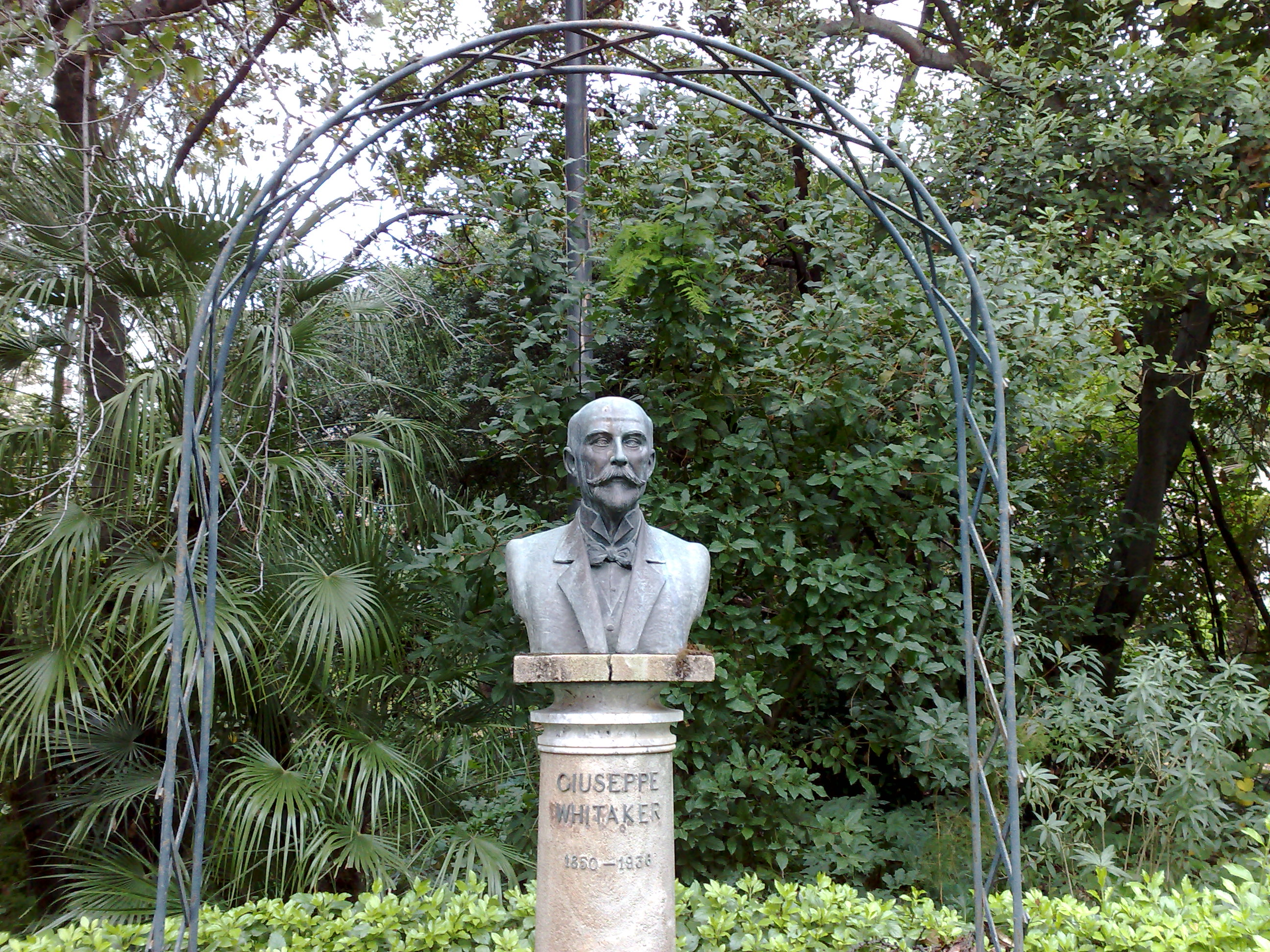
Buste de Whitaker.

Joseph Isaac Spadafora Whitaker (né le 19 mars 1850 à Palerme – mort le 3 novembre 1936 à Rome) est un ornithologue, archéologue et sportif anglo-sicilien. Il est surtout connu pour ses travaux sur les oiseaux de Tunisie et pour s'être impliqué dans la fondation du club de football sicilien U.S. Città di Palermo. Son nom reste en outre attaché au site archéologique de Motyé et au musée de ce dernier.

## Biographie
Membre de la riche famille Whitaker, commerçants d'origine britannique installés à Palerme au XIXe siècle, Joseph Whitaker, surnommé Pip, développe ses passions pour l'archéologie, l'ornithologie, la botanique et le sport.
Il épouse Tina Scalia (en), fille du général Alfonso Scalia exilé à Londres où elle est née, avec qui il forme l'un des couples les plus en vue de Palerme, recevant dans leur villa Malfitano, les principaux souverains visitant Palerme, comme les Florio à l'Olivuzza et les Trabia au Palazzo Butera.
Il crée autour de cette villa un parc planté de spécimens rares acquis à travers le monde.
L'essentiel de ses propriétés, dont Motya et la villa Malfitano, ont été légué à la Fondation Whitaker, créée par sa fille Delia peu avant sa mort en 1971.

## L'ornithologue
Il constitue une riche collection d'oiseaux empaillés récoltés lors de voyages à l'étranger. Cette collection quitte Palerme pour le Ulster Museum dans les années 1960.

## L'archéologue
Whitaker occupa les dernières années de sa vie à l'archéologie, achetant l'île de Motyé près de Trapani, site d'une cité phénicienne fondée au VIIIe siècle av. J.-C. Il fit le bilan de ses fouilles dans un ouvrage publié en 1921.

## Publications
- Notes on some Tunisian birds. Ibis 78-100, map. 1894.
- Additional notes on Tunisian birds. Ibis 85 -106, map. 1895.
- Further notes on Tunisian birds. Ibis 87 -99, map. 1896.
- On Turnox sylvatica in Sicily Ibis 290-291.1896.
- Exhibition of skins of Sturnix unicolor from Morocco. Bull. Brit.Orn.Club vol.vii.pxvii (p. 155 of Ibis 1898). 1897
- Description of Two new species, Garrulus ornops, sp. nov., and Rhodopechys alicna, sp. nov. Bull. Brit.Orn.Club vol.vii.pxvii 1897.
- Further notes on Tunisian birds Ibis 125-132. 1898.
- On the Grey Shrikes of Tunisia Ibis 288-231.1898.
- On a collection of birds from Morocco with descriptions of Lanius algieriensis dodsoni, subsp. nov. (p. 599) and of Octocorys atlas (p.xiii) Ibis 592-610.1898.
- Description of a new Chat, Saxicola caterinae, sp. nov., from Algeria and Morocco, and a new crossbill, Loxia curvirostra poliogyna, subsp. nov., from Tunisia Ibis 624-625. 1898.
- Description of a new species of Shore-Lark, Otocorys atlas, from the Atlas Mountains of Morocco. Bull. Brit. Orn. Club. Vol.vii, p.xlvii (p. 432 of Ibis) 1898.
- On an Abnormal nest of Ardea cinerea Bull. Brit. Orn. Club. vol. viii, p.xxxvii. 1899.
- On the Occurrence of Caprimulgus aeggptius at Palermo Ibis 475-476.
- The Birds of Tunisia, 2 vols. Pp. xxxii, 294; xviii, 410, 17 full page plates of which 15 are handcoloured after Grönvold, 2 photograv., 1 clr folding map. Londres, 1re édition. Edition limited to 250 copies only. 1905
- Motya - A Phoenician Colony in Sicily, v. George Bell & Sons, 1921[2].

## Sources
- (en) Cet article est partiellement ou en totalité issu de l’article de Wikipédia en anglais intitulé « Joseph Whitaker (ornithologist) » (voir la liste des auteurs).